# WXKS
WXKS-FM (Kiss 108) ist eine US-Musikstation aus Boston, Massachusetts. Die Station ist besser bekannt als Kiss 108 und gehört zu den bekanntesten Top 40 Stations in New England und den Vereinigten Staaten. WXKS-FM gehört dem Marktführer iHeartMedia und ist die Schwesterstation von WJMN und WBWL. Die Mittelwellenstation WXKS-AM dagegen gehört Bloomberg Radio und sendet "Business-Talk".
Lizenziert ist WXKS-FM in Medford. Gesendet wird mit rund 20 kW auf UKW 107,9 MHz aus Downtown Boston. Der Sender überträgt zwei HD-Radio-Kanäle.

## Geschichte
Die Station erhielt 1960 für die Frequenz 107,9 MHz das Rufzeichen WHIL-FM. Sie war die UKW-Schwesterstation der Bostoner Station WHIL auf Mittelwelle 1430 kHz. Gesendet wurde vom WHIL-Tower nahe Wellington Circle, Medford. In den 1970er Jahren änderte die Station ihr Rufzeichen zu WWEL-FM.
Seit 2006 gehört die Station iHearMedia und sendet auf seinem HD2 Kanal ein Programm für Newcomer-Künstler.
Bekannt wurde der Sender auch durch die regelmäßigen „Kiss Concerts“ bei dem US-weit bekannte Künstler für WXKS-FM spielten. Der Morgen-DJ Matt Siegel ist seit 1981 in der Region von Boston zu hören und seine Sendung wurde in den späten 1990ern US-weit verbreitet.